# NGC 3398
NGC 3398 = IC 644 ist eine Spiralgalaxie mit ausgedehnten Sternentstehungsgebieten vom Hubble-Typ Sa im Sternbild Großer Bär am Nordsternhimmel. Sie ist schätzungsweise 131 Millionen Lichtjahre von der Milchstraße entfernt.
Das Objekt wurde am 17. April 1789 vom französischen Astronomen Wilhelm Herschel entdeckt.